# John Pond
John Pond, född 1767 i London, död den 7 september 1836 i Blackheath, var en engelsk astronom.
Pond blev 1811 Nevil Maskelynes efterträdare som direktör för observatoriet i Greenwich med titeln Astronomer Royal och inlade stora förtjänster om den astronomiska observationskonsten. Särskilt intresserade han sig för bestämningar av fixstjärnornas orter och utgav flera delvis mycket omfattande stjärnkataloger, grundade på de i Greenwich verkställda observationerna.
År 1817 tilldelades han Lalandepriset och 1823 Copleymedaljen.
Asteroiden 7542 Johnpond är uppkallad efter honom.